# Gediminas Dalinkevičius
Gediminas Dalinkevičius (ur. 3 września 1946 w Kownie) – litewski muzyk, skrzypek, dyrygent oraz polityk, poseł na Sejm.

## Życiorys
Ukończył szkołę muzyczną w Kownie, a w 1968 Konserwatorium Litewskie, gdzie specjalizował się w grze na skrzypcach. Pracował m.in. w Litewskiej Filharmonii Państwowej, zajmując stanowisko jej wicedyrektora. W 1988 założył orkiestrę kameralną w Kownie, był jej dyrektorem artystycznym i dyrygentem. W 1992 prowadził międzynarodową orkiestrę „Solisti Baltia”. Od 1995 do 1996 był zatrudniony w administracji kulturalnej okręgu kowieńskiego. Prowadził następnie własną działalność gospodarczą, przez kilka lat kierował powołaną przez siebie fundacją na rzecz rozwoju kultury.
W 1998 był wśród założycieli Nowego Związku. W 2000 został radnym miejskim Wilna. W latach 2000–2004 zasiadał w Sejmie Republiki Litewskiej, w 2003 przeszedł z NS do frakcji poselskiej Litewskiej Partii Socjaldemokratycznej.
Po odejściu z parlamentu powrócił do działalności artystycznej, zajmował się również działalnością dydaktyczną. Został także przewodnikiem po Wilnie.